# Comitato paralimpico palestinese
Il comitato paralimpico palestinese è un comitato paralimpico nazionale per lo sport per disabili dello Stato di Palestina.
Lo Stato di Palestina ha iniziato nei Giochi paralimpici dal 2000.
Ai Giochi paralimpici estivi del 2024 ha partecipato l'unico atleta che ha rappresentato la nazione palestinese, nonostante la crisi tra Hamas e Israele.